# John Anthony Hardy
Pour les articles homonymes, voir Hardy.
John Anthony Hardy, né le 9 novembre 1954 au Royaume-Uni, est un généticien et biologiste moléculaire au Reta Lila Weston Institute of Neurological Studies (en) de l'University College de Londres avec ses recherches centrées sur les  troubles neurologiques,,,.

## Formation
Hardy obtient un Bachelor of Science en biochimie à l'université de Leeds en 1976 et un Ph.D. en neurochimie au Imperial College London en 1981 sous la supervision de Harry Bradford avec un travail intitulé On the Release of Amino Acod Neurotransmitters from Mammalian Synaptosomes pour des recherches sur la dopamine et des  acides aminés en neuropharmacologie.

## Carrière et recherche
Après son PhD, Hardy est chercheur postdoctoral au Medical Research Council dans l'unité de Neuroendocrinologie  de l'université de Newcastle upon Tyne, où il obtient en 1982 un poste de Honorary Lecturer en biochimie.
En 1983/1984 Hardy travaille comme enseignant en  neuropathologie à la Brain Bank de l'université d'Umeå, en Suède où il commence ses travaux sur la maladie d'Alzheimer.
Il devient professeur assistant de biochimie au St Mary's Hospital (qui fusionne avec l'Imperial College London en 1987) en 1985 où il initie les études génétiques sur la maladie d'Alzheimer. Il devient professeur associé (Senior Lecturer) en 1989. 
En 1992, Hardy part pour les États-Unis. Il occupe un poste de professeur titulaire (la Pfeiffer Endowed Chair de recherche sur  la maladie d'Alzheimer à l'université du Sud de la Floride, à Tampa en 1992. En 1996 il passe à la Mayo Clinic à Jacksonville en Floride, en tant que  consultant (médecin-chef) et  professeur en pharmacologie. Il y prend aussi la direction d la section de neurosciences en 1999.
En 2001 il passe  National Institute on Aging (en)( (NIA, une institution du  Einrichtung der National Institutes of Health, NIH)  de Bethesda, au Maryland, comme directeur du laboratoire de neurogénétique. En même temps, il occupe un poste de professeur invité  (Honorary professor) à l'University College London.
En 2007,  Hardy retourne en Angleterre, comme professeur titulaire de biologie moléculaire des maladies neurologiques au Reta Lila Weston Institute of Neurological Studies (en) de University College de Londres, tout en conservant, de manière temporaire, un poste au NIA/NIH (Honorary Senior Scientist).

## Prix et distinctions
- 1991 : Prix Peter Debje, Université de Limburg[5]
- 1992 : Prix IPSEN Prize de recherche sur la maladie d'Alzheimer[5]
- 1993 : Prix Potamkin de l'American Academy of Neurology (en)  de recherche sur la maladie d'Alzheimer[5]
- 1995 :
  - Allied Signal Prize for Research into Aging[5]
  - Prix MetLife[5]
- 2002 : Prix Kaul[5]
- 2008 :
  - Prix international Anne Marie Oprecht de recherche sur la maladie d'Alzheimer[5],[6]
  - Fellow de l'Academy of Medical Sciences (en) (FMedSci)[5],[7]
  - Docteur honoris causa, Université d'Umeå[5]
- 2009 : Fellow de la Royal Society[8]
- 2010 : Docteur honoris causa, Université de Newcastle upon Tyne
- 2011 : Fellow de l'Institute of Biology (en)
- 2014 :
  - Prix Dan David[9]
  - Médaille Thudichum (en) de la Biochemical Society (en)[10]
- 2015 :
  - Membre de l'Organisation européenne de biologie moléculaire (EMBO)[11],[12]
  - The Robert A. Pritzker Prize for his leadership in Parkinson’s genetics research[13],[14]
  - Breakthrough Prize in Life Sciences[15]
- 2017 : Docteur honoris causa, Université de Leeds[16]
- 2018 : Prix Brain[10],[17]